# Nucet (Dâmbovița)
Nucet è un comune della Romania di 4 243 abitanti, ubicato nel distretto di Dâmbovița, nella regione storica della Muntenia.
Il comune è formato dall'unione di 3 villaggi: Cazaci, Ilfoveni, Nucet.
Di un certo rilievo è il Monastero di Nucet, complesso costruito nel XV secolo, rimaneggiato nel XVIII e nel XIX secolo. Gran parte del complesso è ora diroccato a seguito di un terremoto che lo distrusse quasi totalmente; soltanto la chiesa venne ricostruita nel 1840.
A Nucet ha sede un Centro di Ricerca sulla Piscicoltura, il più importante della Romania.